# Bettina Hradecsni
Bettina Hradecsni (* 31. Juli 1961 in Beirut, Libanon) ist eine ehemalige Nationalratsabgeordnete der Grünen. Sie ist verheiratet und hat drei Kinder. 
Bettina Hradecsni besuchte von 1967 bis 1968 die Deutsche Schule in Beirut und absolvierte danach von 1968 bis 1975 die Volks- und Hauptschule in Wien. Anschließend besuchte sie eine Höhere Bundesanstalt für wirtschaftliche Berufe in Wien, die sie 1980 mit der Matura abschloss. In der Folge arbeitete Hradecsni zwischen 1985 und 1989 für den WWF Österreich und war von 1993 bis 1996 im Gasthaus „Chello“ beschäftigt. Zwischen 1999 und 2002 war sie für die Kulturinitiative Gmünd tätig. 
Hradecsni startete ihren politischen Laufbahn 2000 als Gemeinderätin in Gmünd und vertrat die Grünen vom 30. Oktober 2006 bis zum 27. Oktober 2008 im Nationalrat. Zudem war sie Bezirkssprecherin, Vorstandsmitglied Grüne Bildungswerkstatt und stellvertretende Vorsitzende NÖ-Landesausschuss der Grünen.